# Paris-Roubaix 2015
Paris-Roubaix 2015 var den 113. udgave af cykelløbet Paris-Roubaix og det var den tredje af de store klassikere. Det var det tiende arrangement på UCI's World Tour-kalender i 2015 og blev arrangeret 12. april 2015.

## Hold og ryttere
UCI WorldTeams
- Ag2r-La Mondiale
- Astana Pro Team
- BMC Racing Team
- Etixx-Quick Step
- FDJ
- IAM Cycling
- Lampre-Merida
- Lotto-Soudal
- Movistar Team
- Orica-GreenEDGE
- Team Cannondale-Garmin
- Team Giant-Alpecin
- Team Katusha
- Team LottoNL-Jumbo
- Team Sky
- Tinkoff-Saxo
- Trek Factory Racing

Professionelle kontinentalhold
- Bora-Argon 18
- Bretagne-Séché Environnemen
- Cofidis
- MTN Qhubeka
- Europcar
- Topsport Vlaanderen-Baloise
- UnitedHealthcare
- Wanty-Groupe Gobert

### Danske ryttere
- Michael Mørkøv kørte for Tinkoff-Saxo
- Matti Breschel kørte for Tinkoff-Saxo
- Christopher Juul-Jensen kørte for Tinkoff-Saxo
- Magnus Cort kørte for Orica-GreenEDGE
- Lars Bak kørte for Lotto-Soudal
- Lasse Norman Hansen kørte for Team Cannondale-Garmin

## Resultater
|    | Rytter                   | Hold               | Tid     | UCI World Tour-point |
| -- | ------------------------ | ------------------ | ------- | -------------------- |
| 1  | John Degenkolb (GER)     | Team Giant-Alpecin | 5:49.51 | 100                  |
| 2  | Zdeněk Štybar (CZE)      | Etixx-Quick Step   | s.t.    | 80                   |
| 3  | Greg Van Avermaet (BEL)  | BMC Racing Team    | s.t.    | 70                   |
| 4  | Lars Boom (NED)          | Astana Pro Team    | s.t.    | 60                   |
| 5  | Martin Elmiger (SUI)     | IAM Cycling        | s.t.    | 50                   |
| 6  | Jens Keukeleire (BEL)    | Orica-GreenEDGE    | s.t.    | 40                   |
| 7  | Yves Lampaert (BEL)      | Etixx-Quick Step   | + 0.07  | 30                   |
| 8  | Luke Rowe (GBR)          | Team Sky           | + 0.28  | 20                   |
| 9  | Jens Debusschere (BEL)   | Lotto-Soudal       | + 0.29  | 10                   |
| 10 | Alexander Kristoff (NOR) | Team Katusha       | + 0.31  | 4                    |